# Come ammazzare il capo... e vivere felici
Come ammazzare il capo... e vivere felici (Horrible Bosses) è un film del 2011 diretto da Seth Gordon.

## Trama
Tre amici, Nick Hendricks, Dale Arbus e Kurt Buckman hanno problemi sul lavoro a causa dei rispettivi capi. Nick, impiegato in un ufficio commerciale, deve vedersela con David Harken, uno schiavista dispotico e autoritario che lo sfrutta con la promessa, poi disattesa, di una promozione. Dale è un aiuto dentista, fidanzato e in procinto di sposarsi, portato all'esasperazione dagli atteggiamenti della dottoressa Julia Harris, una ninfomane che cerca in tutti i modi di fare sesso con lui. Infine Kurt, l'unico dei tre che avesse una vita lavorativa appagante e felice, si ritrova spiazzato quando il suo capo, Jack Pellit, muore per infarto, venendo sostituito dal tossicomane ed egocentrico figlio Bobby.
I tre amici decidono così di uccidere i rispettivi capi. In principio tentano di reclutare un sicario via internet, poi decidono di cercarlo loro stessi e, recatisi in un bar malfamato, conoscono Dean "Fottimadre" Jones, un ex galeotto che accetta di dare loro dei consigli su come agire, suggerendo loro, per evitare sospetti, di uccidere ognuno il capo dell'altro organizzando tre finti incidenti. Dopo aver condotto delle rapide quanto maldestre ispezioni nelle case di Pellit e Harken, i tre elaborano un piano, ma all'ultimo momento gli amici esitano, meditando l'idea di lasciar perdere tutto. Proprio quando sono sul punto di rinunciare, Nick vede Harken arrivare a casa di Pellit, suonare il campanello e sparare al padrone di casa a sangue freddo. Harken infatti, marito estremamente geloso e paranoico, crede che l'uomo sia l'amante della moglie. Intanto Kurt ha un rapporto sessuale con Julia.
Terrorizzato, Nick scappa non visto da Harken, ma viene fotografato da un autovelox, così lui e i due amici vengono fermati dalla polizia per essere interrogati. I tre vengono rilasciati e, su suggerimento di "Fottimadre" Jones, capiscono che l'unica soluzione è spingere Harken a confessare l'omicidio con un registratore nascosto. I tre uomini si recano quindi alla festa di compleanno di Harken, rivelando di sapere la verità nella speranza che confessi, ma questi invece risponde tentando di uccidere anche loro. Ne nasce un violento inseguimento per le strade della città, al termine del quale Nick e gli altri si ritrovano sotto il tiro della pistola di Harken.
L'uomo, però, ha un'idea migliore. Invece di ucciderli intende addossare loro la colpa del suo crimine, accusandoli oltretutto di aver tentato di assassinare anche lui. Fortunatamente, però, l'operatore dell'assistenza stradale dell'auto di Kurt rivela di aver registrato la conversazione in cui Harken confessava sia l'omicidio di Pellit che la volontà di incastrare i tre amici; in questo modo Harken viene arrestato e i tre sono liberi. Con l'arresto di Harken e la morte di Pellit, Nick e Kurt trovano finalmente la serenità lavorativa. Quanto a Dale, grazie all'aiuto di "Fottimadre" Jones, riesce a documentare le inclinazioni ninfomani della dottoressa, costringendola a tenere d'ora in poi le mani a posto.

## Produzione
La New Line Cinema comprò i diritti della sceneggiatura da Michael Morkowitz nel 2005, prendendo in considerazione per la direzione i registi Frank Oz e David Dobkin. Jonathan Goldstein e John Francis Daley riscrissero poi gran parte della sceneggiatura e la regia venne affidata a Seth Gordon. Il film ha avuto un budget tra i 35 e i 37 milioni di dollari.

### Cast
Durante la pre-produzione vari attori vennero contattati, tra cui Owen Wilson, Vince Vaughn, Matthew McConaughey e Ashton Kutcher. Nel maggio 2010 Jennifer Aniston entrò in trattativa per la parte di una «dentista sessualmente aggressiva», mentre Colin Farrell avrebbe interpretato un «rampollo ladruncolo». Nel giugno dello stesso anno Kevin Spacey venne scelto al posto di Tom Cruise, Philip Seymour Hoffman e Jeff Bridges per interpretare il superiore di Jason Bateman.
Il 27 luglio anche Isaiah Mustafa confermò la sua presenza in un «ruolo minore».

### Riprese
La maggior parte delle riprese venne effettuata a Los Angeles, in California, mentre l'inseguimento in macchina è stato filmato a Glendale, sempre in California.

## Distribuzione
Le prime immagini vennero rese pubbliche nel luglio 2010, mentre il primo trailer venne distribuito l'11 maggio 2011. Il primo trailer ufficiale in italiano è stato pubblicato dalla Warner Bros. il 22 giugno 2011.
Il film è uscito nelle sale statunitensi l'8 luglio 2011, mentre in Italia la programmazione è iniziata il 17 agosto dello stesso anno.

## Accoglienza

### Incassi
Il film ha incassato globalmente 209,6 milioni di dollari.
In Italia gli incassi totali sono stati pari a 2,215 milioni di euro, di cui 434.000 sono stati registrati solo nel primo week-end di programmazione..

## Sequel
Il regista Seth Gordon ha confermato nel luglio 2011 che dei colloqui erano in corso per un sequel, dopo il successo finanziario del film negli Stati Uniti d'America, dicendo: «sì, abbiamo sicuramente parlato [...] stiamo cercando di capire ciò che il sequel potrebbe essere». Il 4 gennaio 2012 venne confermato che la produzione di un sequel stava avanzando, e che Goldstein e Daley sarebbero tornati a scrivere la sceneggiatura. La New Line Cinema ha segnalato che stava negoziando con Gordon per riaverlo come regista, con Bateman, Day e Sudeikis che dovrebbero riprendere i loro ruoli.
Nell'agosto 2013 è stato annunciato che Gordon non sarebbe tornato alla regia e nel settembre 2013 è stato ingaggiato alla regia Sean Anders. Anders aveva già lavorato con Sudeikis nel film Come ti spaccio la famiglia dove era sceneggiatore.
È stato confermato nell'ottobre 2013 che Christoph Waltz e Chris Pine nel film interpreteranno due nuovi capi.. I tre attori principali riprenderanno i propri ruoli, insieme a Jamie Foxx, Jennifer Aniston e Kevin Spacey.
Il 27 settembre 2013 viene fissato il 26 novembre 2014 come data d'uscita del film in America.
Il 30 aprile 2014 viene annunciato da Warner Bros. Italia che il film sarebbe uscito il 27 novembre 2014, per poi posticipare la data all'8 gennaio (cambiando poi anche il titolo nell'ufficiale Come ammazzare il capo 2. Il film infatti era entrato in produzione con il titolo completo Come ammazzare il capo... e vivere felici 2).